# Maison Nottbeck
La maison Nottbeck (en estonien : Nottbecki maja) est un bâtiment de Kesklinn à Tallinn en Estonie.

## Présentation
La Maison Nottbeck est un bâtiment en pierre de trois étages où se trouve actuellement le Musée russe de Tallinn.
Le bâtiment d'origine a probablement été construit au tournant des XIVe siècle et XVe siècle.
La façade actuelle de la maison Nottbeck date probablement de la seconde moitié du XVIIIe siècle.
Le bâtiment est considéré comme un monument de architectural.

## Histoire
On sait que le premier propriétaire de la maison dans les années 1402-1431 fut le maire Arent Saffenberg, qui possédait également la propriété voisine. 
Après la mort du maire en 1440, son gendre Hans Haneboll devint propriétaire de la propriété. Dans la source, la maison est également mentionnée en 1478 et 1486, lorsque le propriétaire de la maison était Hans Allunse (ou Allunze), le beau-père du célèbre artiste de la Renaissance Michel Sittow (1469-1525). 
En 1516, le nouveau propriétaire de la maison fut le maire Jürgen Bade, qui maria sa fille à un membre de la famille von Nottbeck. 
Au XIXe siècle, les propriétaires de la maison étaient des membres de la Guilde des Têtes noires et des seigneurs de la ville. 
Dans la première moitié du XVIIIe siècle, la maison appartenait au contrôleur des douanes Wilken, qui exerçait ses fonctions dans le port. 
En 1756, le fils du pasteur de Käina, le marchand Otto Samuel Tunder, devint propriétaire de la maison. Cependant, à partir de 1783, selon son testament, la maison revint à son fils Karl Samuel Tunder, qui épousa la fille du dernier propriétaire, Wilken. Tunder lui-même fut maire en 1800-1811 et jusqu'en 1862, le bâtiment appartenait à la famille Tunder. Il est probable que la maison ait obtenu son aspect actuel lorsqu'elle appartenait à la famille Tunder, c'est-à-dire dans la seconde moitié du XVIIIe siècle.
En 1885, Hélène von Nottbeck, née baronne Girard de Soucanton (et), devient la nouvelle propriétaire de la maison. La famille Nottbeck était propriétaire de ce bâtiment ainsi que du lot attenant à Pikk 29 (propriétaire Eugen von Nottbeck à partir de 1879). Après le décès du mari en 1900, les deux lots furent fusionnés en une seule propriété et l'année suivante, la totalité de la propriété fut enregistrée au nom de l'épouse.
En 1902, les locaux de la maison ont été entièrement rénovés. Les fenêtres de la façade du bâtiment ont été modifiées en 1881 selon les plans de l'architecte Erwin Bernhard.
En janvier 1903, une annonce parut dans le journal Teataja selon laquelle l'artiste Ants Laikmaa (et) ouvrirait des cours de dessin et de peinture dans un appartement de la maison Nottbeck. L'appartement de la maison Nottbeck se composait de trois pièces : une salle à manger, une chambre et un atelier scolaire dans une salle voûtée avec quatre grandes fenêtres. L'espace n'était pas suffisant pour l'artiste et ses 20 étudiants, c'est pourquoi Ants Laikmaa a été obligée de louer des chambres supplémentaires dans la maison Berens voisine. L'atelier-école ouvrit ses portes en mars 1903. Cependant, il était très gênant de circuler entre les deux maisons et c'est pourquoi, à l'automne 1904, Ants Laikmaa déménagea l'école-atelier dans la maison Kotke de la rue Niine tänav à Kalamaja, où il disposait déjà de trois pièces pour son atelier, ainsi que de salons personnels.
La famille Von Nottbeck a vécu dans la maison voisine Pikk 29 jusqu'en 1939, et Pikk 29a a été transformée en maison en location.
En 2012, la municipalité de Tallinn a cédé gratuitement le bâtiment à la SA Tallinna Vene Muuseum. 
Depuis 2016, le musée russe de Tallinn, un établissement du Musée municipal de Tallinn, est installé dans le bâtiment.

## Galerie

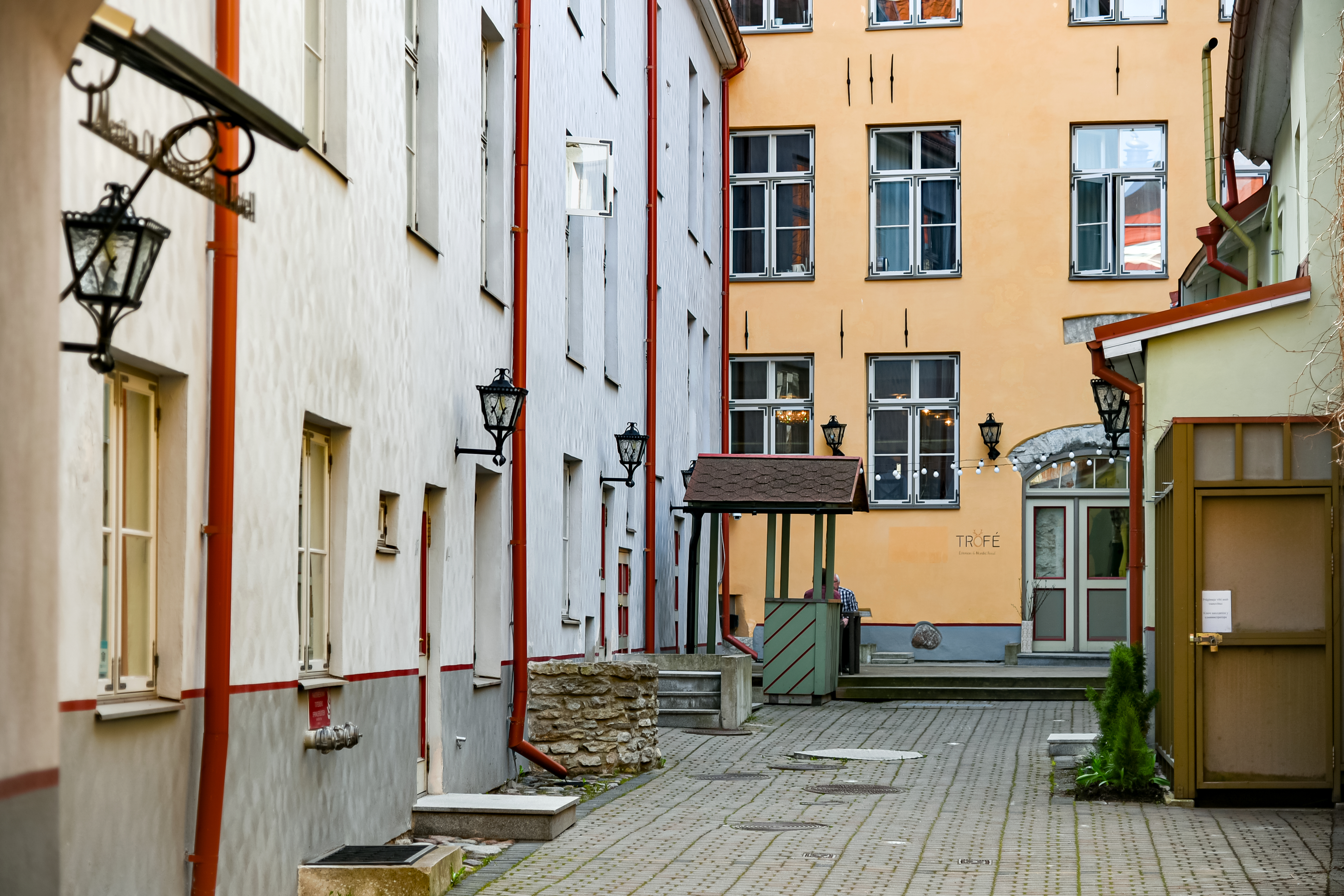